# Räfflad havstulpan
Räfflad havstulpan (Semibalanus balanoides) är en art av havstulpaner som är vanligast på berg och pelare i Västeuropas och Nordamerikas tidvattenregioner.